# Etnografija
Etnografija (grč. ἔθνος narod i γράφειν pisati), opisni (deskriptivni) dio etnologije, znanost koja opisuje i proučava materijalnu, društvenu i duhovnu kulturu (život, običaje, vjerovanja i dr.) pojedinih naroda; u stvari sabiračka, muzejska djelatnost etnologa.
Etnografija se odnosi na kvalitativni opis pojava ljudskog društva utemeljen na terenskom radu. Etnografija je metoda holističkog istraživanja zasnovana na ideji da se svojstva sustava ne mogu nužno razumjeti na pouzdan način neovisno jedna o drugima. Disciplina ima i formalnu i povijesnu povezanost s putopisanjem i kolonijalnim službenim izvješćima. Nekoliko akademskih tradicija, posebno konstruktivističke i relativističke paradigme, tvrde da je etnografija valjana metoda istraživanja.

## Kulturna antropologija
Kulturna antropologija izrasla je oko primjene etnografije. Njeni kanonski tekstovi su većinom etnografski, kao Argonauts of the Western Pacific (Argonauti zapadnog Pacifika) Bronislawa Malinowskog, The Nuer E. E. Evans-Pritcharda, Coming of Age in Samoa (Odrastanje na Samoi) Margaret Mead ili Naven Gregoryja Batesona. Kulturni antropolozi danas polažu visoku vrijednost na stvarno vršenje etnografskog istraživanja tako da je etnologija, što znači komparativna sinteza etnografskih informacija, rijetko osnova za karijeru.
Unutar kulturne antropologije postoji nekoliko podvrsta etnografije. Tijekom kasnih 1950-ih i ranih 1960-ih antropolozi su započeli pisanje "konfesionalne" etnografije koje su namjerno izložile prirodu etnografskog istraživanja. Slavni primjeri uključuju Tristes Tropiques (Tužni tropi) Claudea Lévi-Straussa, The High Valley (Visoka dolina) Kennetha Reada i The Savage and the Innocent (Divljak i naivčina) Davida Maybury-Lewisa, kao i blago fiktivan Return to Laughter (Povratak smijehu) Elenore Smith Bowen (Laure Bohannan). Kasnije "refleksivne" etnografije poboljšale su tehniku kako bi prevele kulturne razlike predstavljanjem njihovih učinaka na etnografe. Slavni primjeri uključuju Reflections on Fieldwork in Morocco (Osvrti na terenski rad u Maroku) Paula Rabinowa, The Headman and I (Poglavica i ja) Jean-Paula Dumonta i Tuhami Vincenta Crapanzana. U 1980-ima retorika etnografije bila je podvrgnuta intenzivnom pregledu unutar discipline pod općim utjecajem literarne teorije i postkolonijalne/poststrukturalističke misli. 
"Eksperimentalne" etnografije koje otkrivaju ferment discipline uključuju Shamanism, Colonialism, and the Wild Man (Šamanizam, kolonijalizam i divlji čovjek) Michaela Taussiga, Debating Muslims (Raspravljajući muslimani) Michaela F. J. Fischera i Mehdija Abedija, A Space on the Side of the Road (Prostor na strani ceste) Kathleen Stewart i Advocacy after Bhopal (Zastupanje nakon Bhopala) Kim Fortun.
Kako bi se postalo kulturnim antropologom, normalno se mora baviti etnografijom. Što se duže ostane tako, više se nauči i razumije. Ostanak preko godine dana dopušta ponavljanje događaja i procesa koji su se možda propustili zbog nepoznavanja u početku te kulturnog šoka. Kulturni antropolozi proučavaju i interpretiraju kulturnu različitost kroz etnografiju utemeljenu na terenskom radu. Terenski rad omogućuje procjenu posebne kulture, društva ili zajednice. On obično podrazumijeva provođenje godine dana ili više u drugom društvu, te život s lokalnim ljudima i učenje o njihovim načinima života. Etnografi su sudionički promatrači. Oni sudjeluju u događajima koje proučavaju jer to pomaže razumijevanju lokalnog ponašanja i mišljenja.

## Ostala srodna područja
Sociologija i kulturne studije također stvaraju etnografiju. Urbana sociologija i Chicaška škola posebno su povezane s etnografskim istraživanjem, iako su neki od najpoznatijih primjera (uključujući Street Corner Society (Društvo s uličnog ugla) Williama Footea Whytea i Black Metropolis (Crni Metropolis) Clair Drake) bili pod utjecajem antropologa Lloyda Warnera, koji se nalazio na odjelu sociologije u Chicagu. Simbolički interakcionizam razvio se iz iste tradicije i donio je nekoliko izvrsnih socioloških etnografija, uključujući Shared Fantasy (Podijeljena fantazija) Garyja Alana Finea, koja dokumentira ranu povijest fantastičnih role-playing igara. Ali iako mnoga potpolja i teoretske perspektive unutar sociologije koriste etnografske metode, etnografija nije sine qua non discipline, kao što je to u kulturnoj antropologiji.
Obrazovanje, etnomuzikologija i folklor su ostala područja koja su proširila upotrebu etnografije. Američki antropolog George Spindler (Sveučilište Stanford) bio je pionir u primjeni etnografske metodologije na školski razred. James Spradley je drugi dobro poznati etnograf, posebno po svojoj knjizi, The Ethnographic Interview (Etnografski intervju), objavljen 1979. godine. Etnografija se koristila za proučavanje poslovnih postavki. Grupe radnika, upravitelja i tako dalje su različite društvene kategorije koje sudjeluju u zajedničkim socijalnim sustavima. Svaka grupa pokazuje različite karakteristične stavove, obrasce ponašanja i vrijednosti.
Netografija ili virtualna etnografija je novi oblik etnografije koji upliće sakupljanje etnografskih proučavanja na Internetu. Sve više sveučilišta (poput Sveučilišta u Illinoisu u Urbana-Champaignu) koriste etnografiju kao tehniku za ohrabrivanje studentskih istraživanja u humanističkim znanostima. Na primjer, program Ethnography of the University  Arhivirana inačica izvorne stranice od 24. prosinca 2005. (Wayback Machine) (EOTU; Etnografija na sveučilištu) podupire studentsko istraživanje na UIUC-u i arhivira ga u web-pristupnom obliku za UIUC zajednicu. EOTU također djeluje kao obrazovna grupa studenata, osoblja i fakulteta sa zanimanjem za ono što taj program znači za provođenje istraživanja na sveučilištima kao institucijama.
Antropolozi poput Daniela Millera i Mary Douglas koristili su etnografske podatke kako bi odgovorili na akademska pitanja o potrošačima i potrošnji. Poslovi su također pronašli etnografiju korisnom u razumijevanju kako ljudi koriste proizvode i usluge. Etnografija za razvoj novog proizvoda (ponekad nazvana 'etnografija dizajna') i etnografija za razumijevanje potrošača i potrošnje ubrzano rastu. Nedavna Konferencija o etnografskoj praksi u industriji (Ethnographic Praxis in Industry Conference), čiji su kosponzori bili Intel i Microsoft, dokaz je toga. Etnografski sistematski i holistički pristup na stvarno iskustvo procijenjuju razvijači proizvoda, koji koriste metodu kako bi razumjeli neizražene želje ili kulturne običaje koji okružuju proizvod. Ondje gdje fokusne grupe zataje u informiranju trgovaca o onome što ljudi zaista rade, etnografija povezuje ono što ljudi kažu s onim što ustvari učine--izbjegavajući klopke koje dolaze iz oslanjanja na samoizvještajne podatke o fokusnim grupama.

## Tehnike
1. Promatranje iz prve ruke ili izravno promatranje svakodnevnog ponašanja. Ono može uključivati sudioničko promatranje.
2. Razgovor s različitim razinama formalnosti. Ovo može uključivati od malenog razgovora do dugih intervjua.
3. Genealoška metoda. To je skup procedura po kojima etnografi otkrivaju i bilježe povezanosti među krvnom srodnosti, potomstvu i vjenčanju upotrebom dijagrama i simbola.
4. Detaljni rad s ključnim savjetnikom oko posebnih područja društvenog života.
5. Produbljeno intervjuiranje.
6. Otkrivanje lokalnih vjerovanja i percepcija.
7. Istraživanje orijentirano prema problemu.
8. Longitudinalno istraživanje. To je neprekidno dugoročno proučavanje područja ili mjesta.
9. Timsko istraživanje.